# Stadion Miejski Chojniczanka 1930
Stadion Miejski Chojniczanka 1930 w Chojnicach – stadion piłkarsko-lekkoatletyczny w Chojnicach, domowy obiekt Chojniczanki Chojnice.

## Przed przebudową
Źródło:
Stadion otwarto w 1932 r. Został wybudowany w miejscu dawnego jeziora Cegielnianego. Kilka razy był przebudowywany, m.in. w 1949 r. w ramach przygotowań do międzynarodowego meczu towarzyskiego z Sokołem Brno wykonano dwie kasy i odcinek murowanego parkanu, a kibice wraz z zawodnikami w czynie społecznym wybudowali krytą trybunę o długości 100 m. W XXI w. stadion został całkowicie przebudowany. W latach 70. XX w. pojemność trybun oscylowała w graniach 10 000 miejsc, natomiast obecnie wynosi 3500 miejsc siedzących. Najwyższa frekwencja przed przebudową to 15 000 podczas meczu 1/16 Pucharu Polski przeciwko Widzewowi Łódź. Na stadionie w meczach pucharowych przeciwko Chojniczance grali reprezentanci Polski, m.in. Zbigniew Boniek, Władysław Antoni Żmuda, Krzysztof Surlit i Włodzimierz Smolarek. 

## Po przebudowie
Źródło:
W latach 2005 - 2007 wykonano kompleksową modernizację stadionu, polegającą na modernizacji budynku klubowego, zabudowie nowych trybun, dobudowaniu osprzętu lekkoatletycznego i wymianie nawierzchni trawiastej. Na ten cel przeznaczono ówczesne 9 mln zł.
We wrześniu 2015 r. odbyła się kolejna modernizacja, polegająca na budowie masztów oświetleniowych o mocy całkowitej 1600 luxów, wymianie monitoringu i nagłośnienia oraz dostosowaniu budynku klubowego przy ul. Jeziornej do umieszczenia tam punktu dowodzenia, stanowiska spikera, miejsc dla prasy oraz innych pomieszczeń funkcyjnych.
W 2019 roku ukończono budowę budynku medialnego, w którym znalazły się sala konferencyjna, małe trybuny i stanowisko komentatorskie.
Przez ten cały okres stadion ugościł 4 razy drużyny w rozgrywkach pucharowych Pucharu Polski: Legię Warszawa, Cracovię, Górnik Zabrze oraz Jagiellonię Białystok.

## Historyczne mecze
Źródło:
| Data                    | Gospodarz             | Wynik | Gość                  | Uwagi                                                          |
| ----------------------- | --------------------- | ----- | --------------------- | -------------------------------------------------------------- |
| 9 lipca 1946            | Chojniczanka Chojnice | 1:5   | Sokół Brno            | mecz towarzyski                                                |
| 1968                    | Chojniczanka Chojnice | 4:2   | Schwerin              | mecz towarzyski (druż. młodzieżowa)                            |
| ???                     | Chojniczanka Chojnice | ?:?   | Lenzen                | mecz towarzyski                                                |
| ???                     | Chojniczanka Chojnice | ?:?   | NRD                   | mecz towarzyski                                                |
| 3 października 1971     | Chojniczanka Chojnice | 2:1   | Zagłębie Sosnowiec    | 1/16 finału PP                                                 |
| 1971                    | Chojniczanka Chojnice | 0:1   | GKS Katowice          | 1/8 finału PP                                                  |
| 31 października 1981    | Chojniczanka Chojnice | 1:2   | Widzew Łódź           | 1/16 finału PP                                                 |
| Po przebudowie stadionu |                       |       |                       |                                                                |
| 28 października 2015    | Chojniczanka Chojnice | 1:2   | Legia Warszawa        | 1/4 finału PP                                                  |
| 24 października 2017    | Chojniczanka Chojnice | 1:3   | Górnik Zabrze         | 1/4 finału PP                                                  |
| 3 marca 2021            | Chojniczanka Chojnice | 0:3   | Cracovia              | 1/4 finału PP Brak udziału publiczności z powodów sanitarnych. |
| 30 października 2024    | Chojniczanka Chojnice | 0:3   | Jagiellonia Białystok | 1/16 finału PP                                                 |